# Seebrücke Kühlungsborn

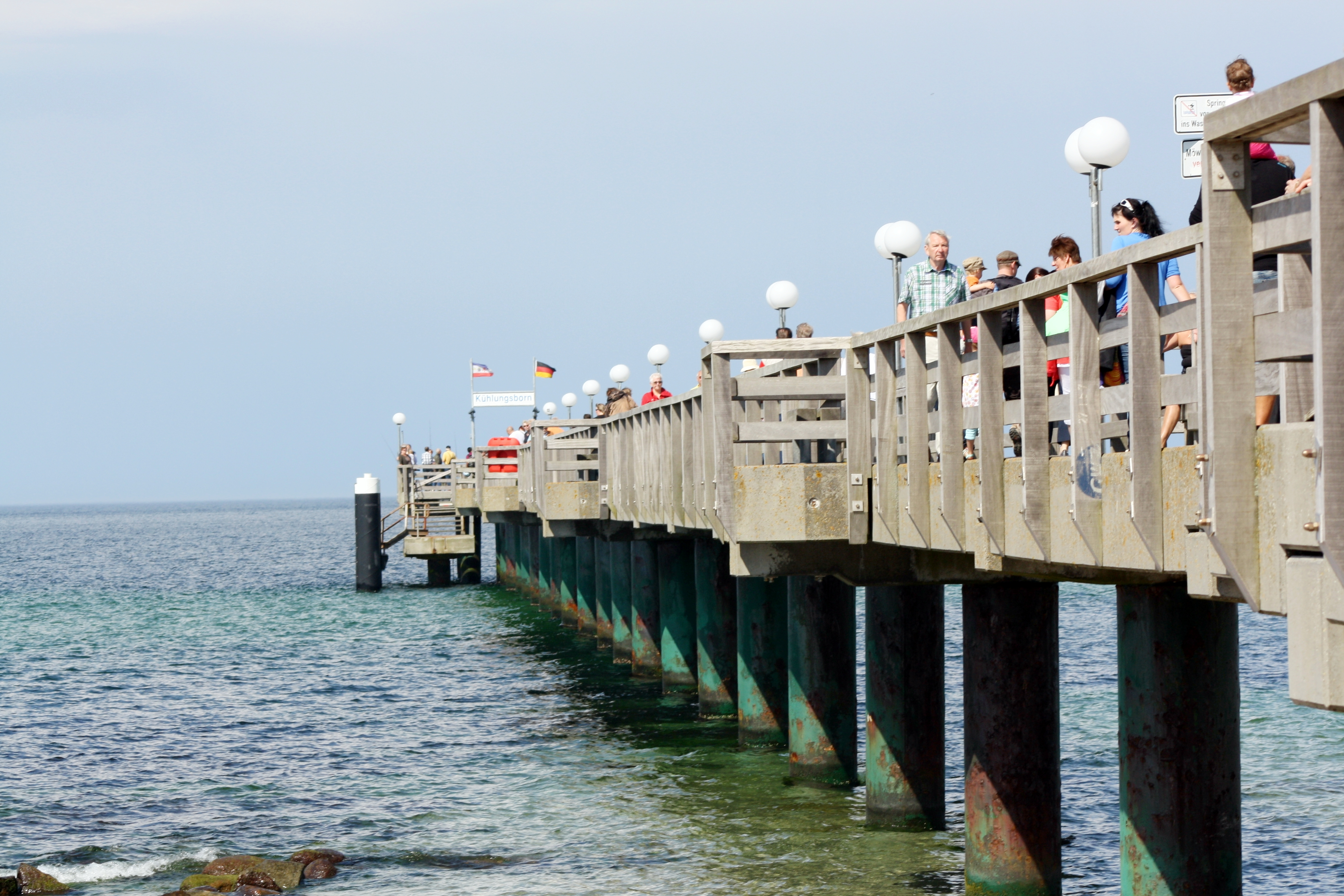
Die Seebrücke in Kühlungsborn

Die Seebrücke Kühlungsborn ist eine Seebrücke an der Ostsee im Ostseeheilbad Kühlungsborn im Landkreis Rostock (Mecklenburg-Vorpommern).

## Geschichte und Architektur

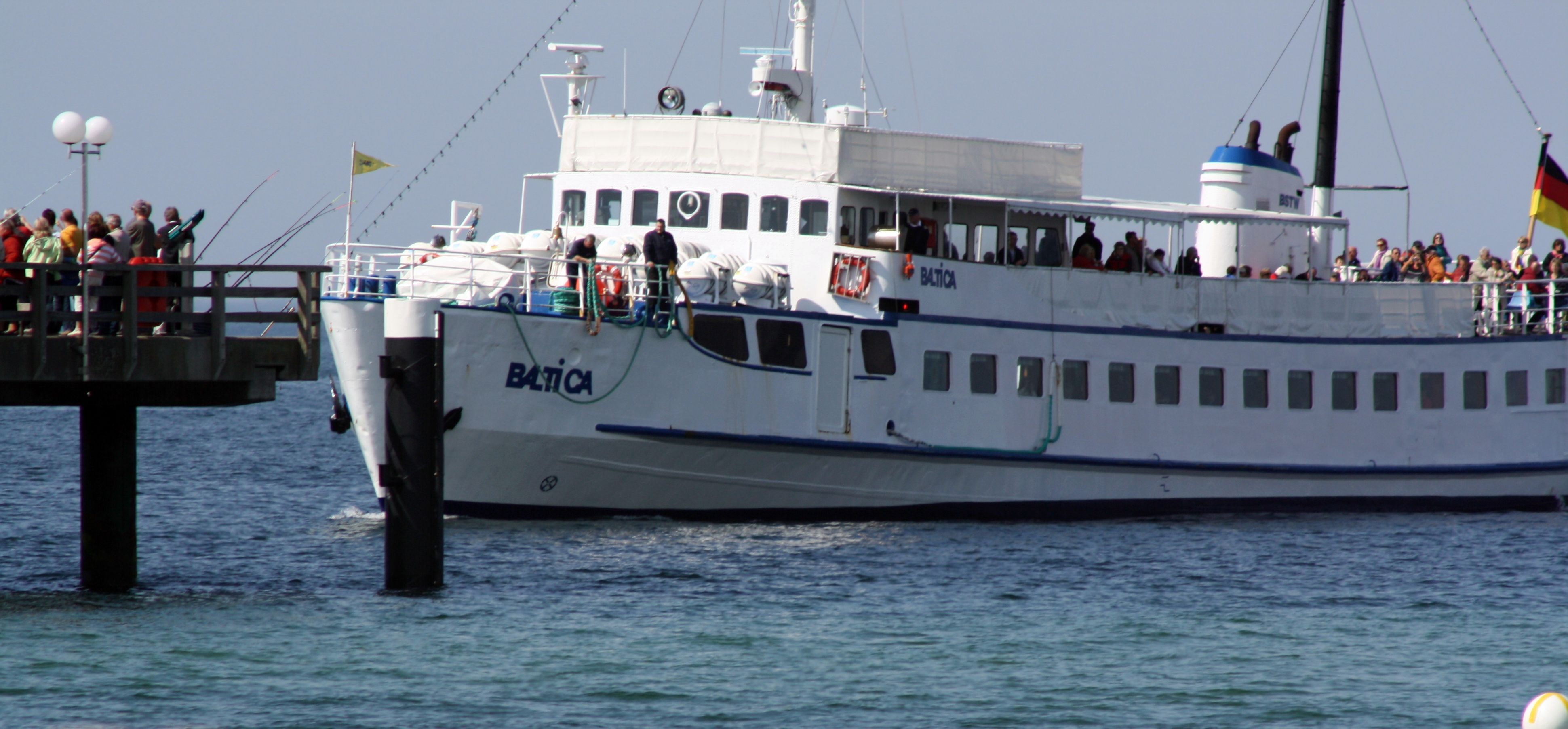
Baltica beim Anlegen an der Seebrücke

Ab etwa 1895 wurden erste Seestege errichtet, sie waren die Vorläufer der Landungsbrücken in Brunshaupten und Arendsee. Da die einfachen Holzkonstruktionen der starken Eisdrift im Winter nicht gewachsen waren, mussten sie häufig erneuert werden. Erste größere Seestege wurden 1901 gebaut, sie ermöglichten Segelbootfahrten. An den 1906 gebauten Landungsstegen konnten Dampfschiffe anlegen, das umständliche Ausbooten entfiel. Eine Seebrücke wurde 1929 errichtet, auch diese hielt, ebenso wie die Stege der Witterung nicht stand. Die letzte Seebrücke wurde im Winter 1941/42 zerstört. Zu DDR-Zeiten standen die andauernde Material- und Baukapazitätenknappheit einem Neubau entgegen. Ebenfalls wurden auf diese Weise Fluchtmöglichkeiten verhindert.
Die neue Seebrücke wurde 1991 im Ortsteil Ost errichtet. Sie ist 240 m lang und axial auf die Strandstraße bezogen. Die Seebrücke liegt direkt an der mit circa 3,2 km längsten deutschen Ostsee-Strandpromenade und war der erste Seebrückenneubau an der mecklenburgischen Ostseeküste. Sie gilt als eines der Wahrzeichen des Ortes und ist eine der insgesamt 189 Seebrücken in Mecklenburg-Vorpommern.

## Brückenvorplatz

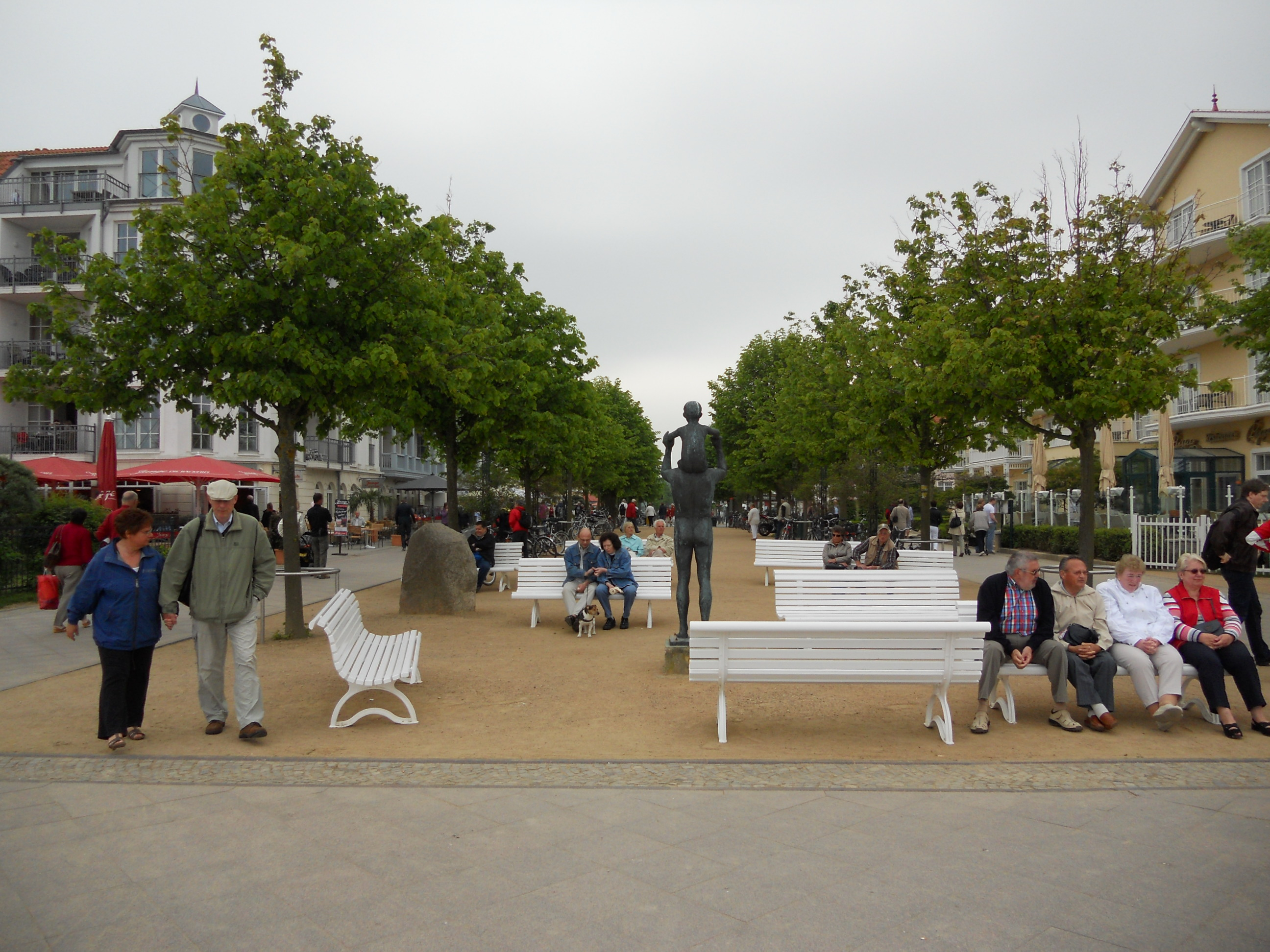
Brückenvorplatz mit der denkmalgeschützten Plastik Vater und Sohn

Die Neugestaltung des Brückenvorplatzes erfolgte in Bauabschnitten. Die Kopfsituation mit Forum und Bastion wurde 1992 hergestellt. Der Brückenvorplatz wurde 1991 entworfen. Die Laufachsen mit Rampen, die Gehwege und die Spielachse kamen 1995 hinzu. Auf dem Brückenvorplatz steht die von 1966 bis 1968 von Reinhard Schmidt geschaffene, denkmalgeschützte Plastik Vater und Sohn (lt. Plakette 1969 aufgestellt).